# Paracanthonchus tyrrhenicus
Paracanthonchus tyrrhenicus är en rundmaskart som först beskrevs av Burnetti 1949.  Paracanthonchus tyrrhenicus ingår i släktet Paracanthonchus och familjen Cyatholaimidae. Inga underarter finns listade i Catalogue of Life.